# La Tigra, Chaco
La Tigra, Chaco es una película argentina dirigida y guionada por Federico Godfrid y Juan Sasiaín que se estrenó el 24 de septiembre de 2009 y tiene como principales protagonistas a Ezequiel Tronconi, Guadalupe Docampo Ana Allende y  Federico Miguel Ibáñez. Esta ópera prima de los directores fue filmada en la localidad del mismo nombre y la historia se refiere a un joven oriundo de ese lugar que regresa de Buenos Aires para visitar a su padre en el que nace un interés amoroso hacia una antigua compañera de la infancia con la que se reencuentra.

## Reparto
- Ezequiel Tronconi... Esteban
- Guadalupe Docampo... Vero
- Ana Allende
- Federico Miguel Ibáñez Alejandrito

## Sinopsis
Esteban (Ezequiel Tronconi) viaja desde Buenos Aires donde reside a La Tigra, una localidad de apenas 20 cuadras de la provincia de Chaco, donde pasó su infancia, a visitar a su padre, Cacho, y hablar “algunas cosas de Buenos Aires". Cacho es un camionero que está siempre trabajando en la ruta y que ha formado una nueva familia en la localidad. Esteban se queda en la casa de una tía checoslovaca simpática y se reencuentra con Vero (Guadalupe Docampo), su amiga de la infancia que se ha convertido en una hermosa mujer. Cada paso que dan juntos parece que los devuelve a los espacios más preciados de una memoria emocional compartida y que los acerca hacia un amor que debió morir hace tiempo. Cuando el pasado se convierte en futuro, los planes ya no existen.

## Producción

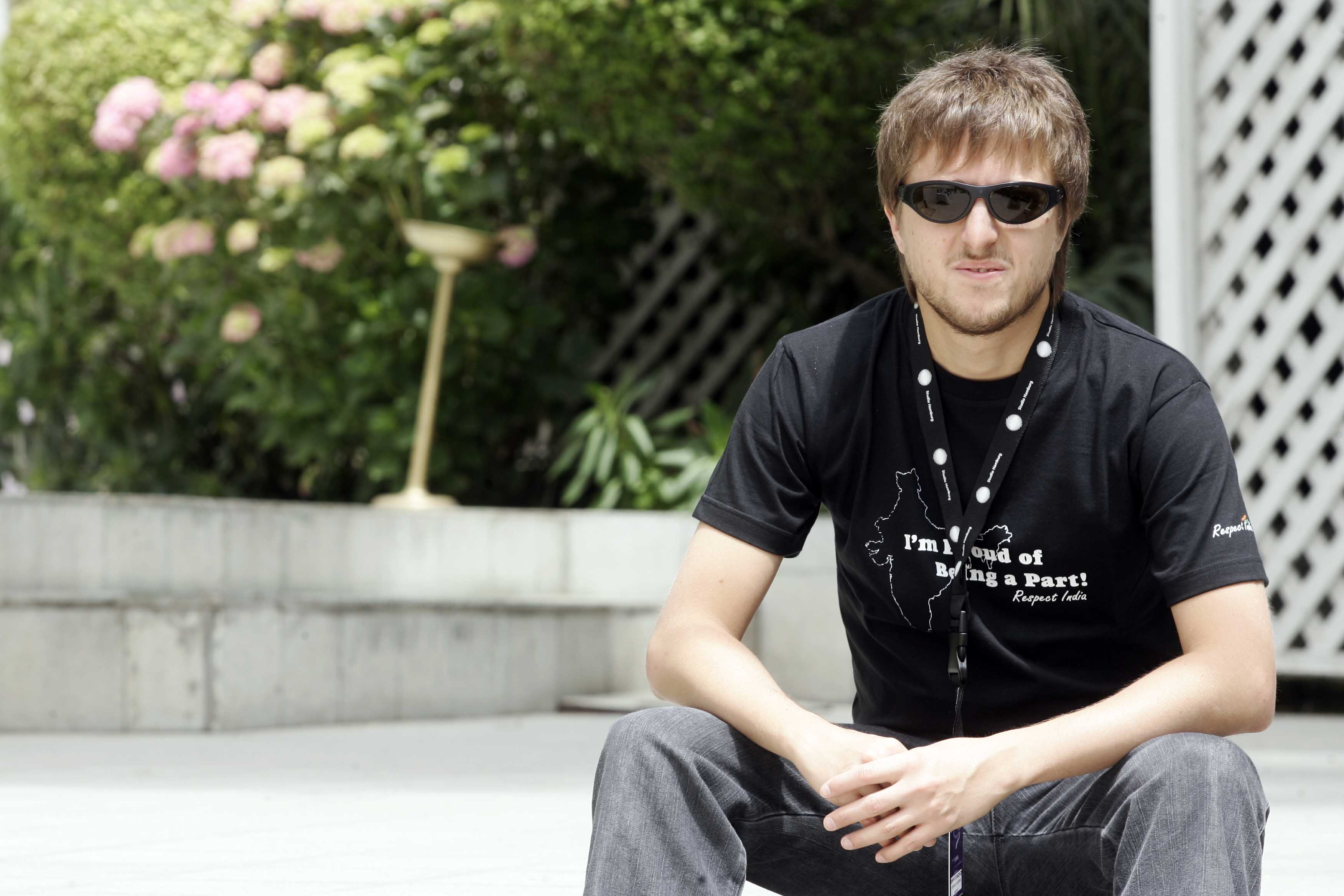
Federico Godfrid, director.

Mientras Juan Sasiain y Federico Godfrid estaban presentando el espectáculo Beto, el suertudo en el Festival de Monólogos organizado por Carlos Werlen en La Tigra les surgió la idea de filmar allí: una localidad con algunas casitas, una gran fábrica abandonada y kilómetros y kilómetros de campos de algodón pero, sobre todo, con un montón de buenas personas tan dispuestas a colaborar que los invitaron a pasar quince días en una pequeña casa para escribir el guion. Ahí los escucharon y conocieron en tanto al mismo tiempo a fotografiaban los espacios para la ficción a desarrollar.
Algunos de los actores tenían formación en tanto otros, como Ana Allende, nunca en su vida pensaron que podrían llegar a serlo. Hubo un lapso inicial de dos meses de ensayos en Buenos Aires y luego durante la filmación se siguió ensayando. Muchos diálogos se reescribieron con los ensayos y ese trabajo da sus frutos. Fomentaron la formación de los vínculos entre los actores, -Ezequiel con Guadalupe, con su hermanito o su tía Candelaria-. Por ejemplo, Ezequiel fue a comer dos veces con Ana (La Tía Candelaria) a solas, de modo que al llegar el día de filmar la escena del almuerzo, se prendió la cámara y ya todo fluía.
Salvo Roger -el novio de Verónica- y Claudia -la mujer del padre de Esteban- todo el resto de los actores secundarios carecían de formación actoral pero tenían una experiencia -haber nacido y vivido en La Tigra- que es intransferible y los vuelve mejores actores para esta película que alguien que desconoce por completo ese ritmo, ese tiempo, ese forma de hablar. A medida que los directores iban hablando con ellos los iban descubriendo y eligiendo para cada uno de los roles, con la aclaración de que todos ellos terminaron interpretando personajes, no están haciendo de ellos mismos. Son muy talentosos, y el cine y el primer plano permite descubrirlos.
Codirigir es muy difícil -dicen los directores del filme-, pero en este caso se trata de dos personas que desde tiempo atrás venían estudiando, haciendo trabajos por dentro y por fuera de la Facultad. Ellos consideran que se complementan muy bien y no dividen roles. Cuando empezaron a filmar la película ya tenían todos los planos de la película dibujados, más de dos meses de ensayos con los actores y todas las grandes diferencias ya solucionadas. Resumen textualmente: “Es genial compartir esta experiencia con un socio-creador. Lo importante es crear y afianzar el vínculo de trabajo con el equipo. Hay decisiones que hay que tomarlas en solitario y problemas que hay que solucionar de inmediato, y es ahí cuando dos cabezas afinadas resultan mejor que una.”
La estrategia del lanzamiento, que demandó mucho trabajo y muchos viajes, fue estrenarla en algunas ciudades del interior y mostrarla en festivales internacionales antes de llegar a Buenos Aires porque “al ser una película tan pequeña y humilde, necesitábamos de ese entorno y reconocimiento internacional para hacerla más fuerte.” El preestreno en La Tigra –que se hizo ni bien terminó el Festival de Mar del Plata- fueron tres días con cinco funciones por día y todas a sala llena, puede decirse que todos los tigrenses la vieron, la recibieron muy bien y están orgullosos de ella porque los representa. Cada espacio, cada locación, es La Tigra, el espacio habla.
Para hacer el filme contaron con el apoyo del INCAA y, por sobre todo, con el apoyo y empuje de los tigrenses. El intendente llamaba para ver cómo iban avanzando con el proyecto… En resumen, “hacer una película es muy complicado, pero si uno pone empeño y trabajo, las cosas salen y la película la terminás haciendo.”

## Canción de cuna en checo
Un día debían filmar una escena que los directores llamaban “el momento de soledad, de Tía Candelaria” y comenzaron a grabar a la actriz Ana Allende en un banco comiendo naranjas pero no funcionaba, no aparecía interés alguno. A Nicolás Aponte se le ocurre “que cante en checo”, lo hizo y así quedó la Tía Candelaria cantándole una canción de cuna en checo a su perra Osita. Mucho tiempo después Ana tuvo la oportunidad de viajar a presentar la película a la República Checa donde esa parte fue aplaudida por el público emocionado y al final de la función los checos se sacaban fotos con ella y le pedían autógrafos.

## Críticas
En la crónica que hizo Diego Lerer para el diario Clarín escribió que se podría decir que el filme es una comedia romántica, o un triángulo amoroso, o lo que le pasa a un veinteañero cuando vuelve a su pueblo y descubre que su vecinita de la infancia se ha convertido, como diría su tía en la ficción, en "una linda chica" que está de novia con un chico que canta en una banda de rock y que trabaja en la carnicería del pueblo. Entre charlas con su tía, con las amigas de ella, una incipiente relación con su medio hermano y con la esposa de su padre, Esteban intentará acercarse a Vero pero no sólo el novio acecha casi siempre sino que tampoco ella sueña con dejar el lugar e irse a Buenos Aires.
Los directores narran esta historia pequeña con una inocencia y encanto que tiene muchos puntos en común con la de los protagonistas. La atracción de Esteban por Vero, las dudas de ella, las sospechas de su novio: son todos elementos ya vistos en muchas de películas a los directores logran presentar con naturalidad y frescura. Los actores aportan su carisma, especialmente Docampo, con la doble dificultad de hacer un acento, junto a una serie de personajes secundarios (pobladores del lugar, seguramente) entrañables. En síntesis, una película que no tiene más pretensiones que ser honesta con su mundo y sus criaturas. Y lo logra, lo cual es un mérito no tan usual como debería.

## Premios
- -  Premios Cóndor de Plata edición 2010:
- Nominaciones en los rubros Mejor Opera Prima, Actriz de Reparto, Revelación Masculina y Femenina. 
  -  Festival Internacional de Cine de Mar del Plata edición 2008:
- Premio “Carlos Carella” Mejor Actuación Femenina para Guadalupe Docampo por La Tigra, Chaco
- Premio FIPRESCI (Federación Internacional de Prensa Cinematográfica) Mejor Película Argentina (de las tres Competencias Oficiales).

- -  Festival Internacional de Cine de Karlovy Vary (República Checa) edición 2009:
- Mención especial del jurado en la sección “Forum of Independents”.